# Bedford (Grand Manchester)
Pour les articles homonymes, voir Bedford.
Bedford est une banlieue de la ville de Leigh situé dans le Grand Manchester. C'était l'un des trois townships avec Pennington et Westleigh qui ont fusionné en 1875 pour former la ville de Leigh. Historiquement Bedford était situé dans le Lancashire.